# Tổng giáo phận New York

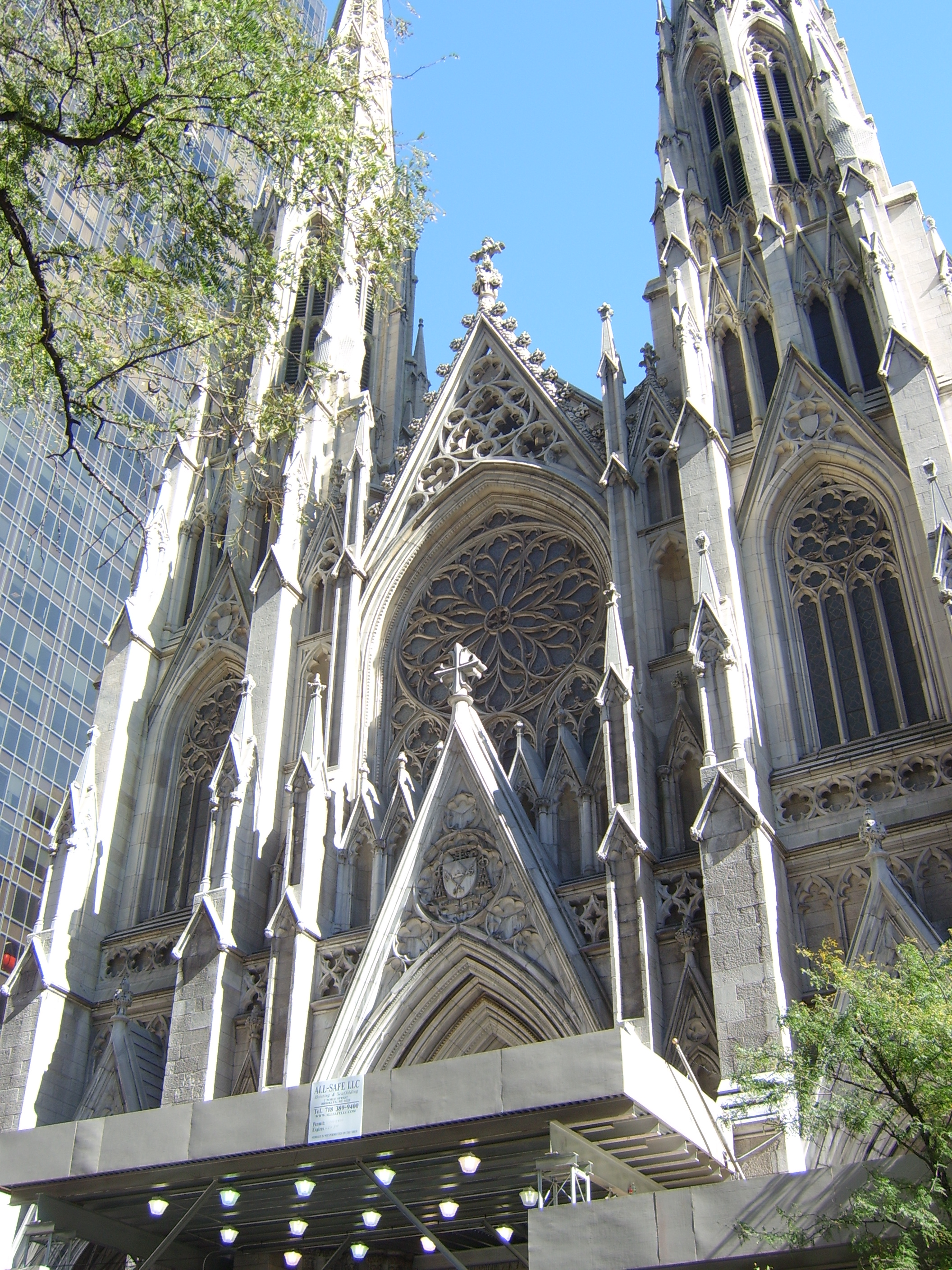
Nhà thờ chính tòa St. Patrick, New York.

Tổng giáo phận Công giáo La Mã ở New York là một giáo phận Công giáo Latin ở bang New York, Hoa Kỳ. Nó bao gồm các quận Manhattan, Bronx và Đảo Staten tại Thành phố New York và các Quận của Dutchess, Orange, Putnam, Rockland, Sullivan, Ulster và Westchester tại New York. Tổng giáo phận New York là giáo phận lớn thứ hai tại Hoa Kỳ, bao gồm 296 giáo xứ phục vụ khoảng 2,8 triệu người Công giáo cùng với hàng trăm trường học, bệnh viện và tổ chức từ thiện Công giáo. Tổng giáo phận cũng điều hành Chủng viện St. Joseph nổi tiếng, thường được gọi là Dunwoodie. Tổng giáo phận New York là thành phố đô thị của tỉnh giáo hội New York, bao gồm các giáo phận Albany, Brooklyn, Buffalo, Ogdensburg, Rochester, Trung tâm Rockville và Syracuse.
Tên Latin của tổng giáo phận là Archidioecesis Neo-Eboracensis (Eboracum là tên La Mã của York, Anh), còn tên chính thức là Tổng giáo phận New York.
Tổng giáo phận này xuất bản một tờ báo hai tuần một số, Catholic New York, ấn bản lớn nhất thể loại này ở Hoa Kỳ.